# Języki berberyjskie
     tamaszek (tuareski)
     tamazight środkowomarokański
     tarifit
     chenoua
     kabylski
     chaouia
     tashelhiyt
     języki saharyjskie

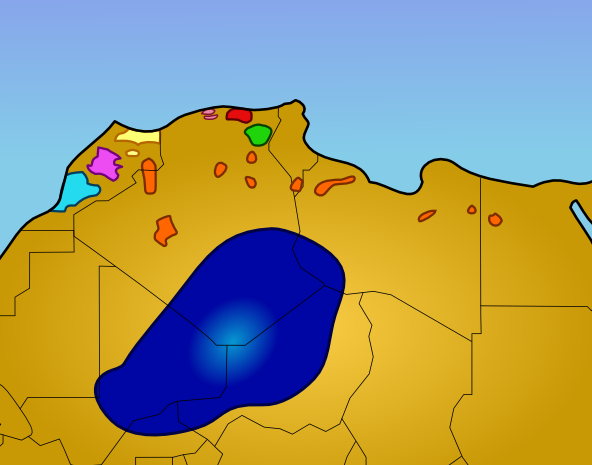
Rozmieszczenie i podział języków berberyjskich
tamaszek (tuareski)
tamazight środkowomarokański
tarifit
chenoua
kabylski
chaouia
tashelhiyt
języki saharyjskie

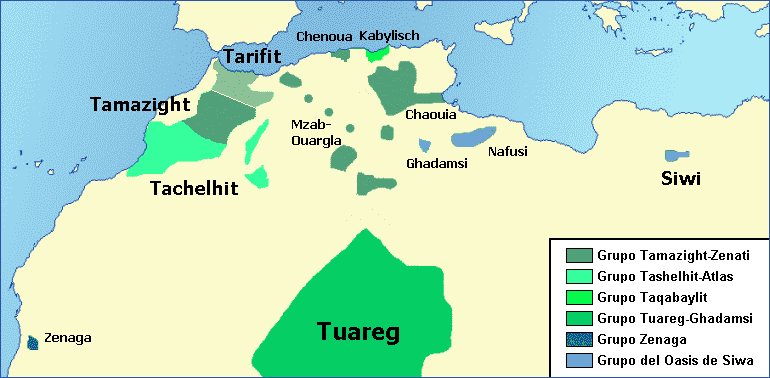
Rozmieszczenie poszczególnych języków berberyjskich

Języki berberyjskie (berberskie, amazygijskie) – podrodzina języków afroazjatyckich, używanych głównie na terenach gór Atlas w Maroku (gałąź północna) oraz w Libii, Algierii i Nigrze (gałąź południowa).
Widoczna wydaje się unifikacja językowa północnych plemion berberyjskich wyrażająca się w przyjęciu wspólnej wersji języka zwanej tamazight, plemiona południowe (Tuaregowie) posługują się natomiast głównie językiem tamaszek. Piśmiennictwo istnieje od starożytności, a do zapisu tradycyjnie używa się alfabetu tifinagh.
Językami berberyjskimi posługuje się ok. 22 mln ludzi.

## Główne języki berberyjskie
Podział języków berberyjskich jest kwestią sporną; wśród uczonych brak jednomyślności w kwestii postrzegania statusu zespołów gwarowych i ich klasyfikacji.
Jedna z wersji podziału języków berberyjskich:
- język libijski starożytny †
- język Guanczów †
- język tamaszek (tuareski)
- język tamazight
- język beraber
- język riff
- język shilha
- język kabylski
- język siwi
- język nefusi
- język zanaga
- język zanata

Inny podział języków berberyjskich:
- język libijski starożytny †
- język Guanczów †
- język beraber
- język kabylski
- język tuareski
- język szlech
- język zenaga
- grupa języków zenet

Kolejna wersja podziału:
- język tashelhiyt
- język tamazight środkowomarokański
- język tarifit (riff, rifski)
- język chenoua
- język kabylski
- język chaouia
- język tamaszek (język tuareski)
- języki Berberów saharyjskich
- język judeo-berberyjski (obecnie w Izraelu)

## Liczba użytkowników

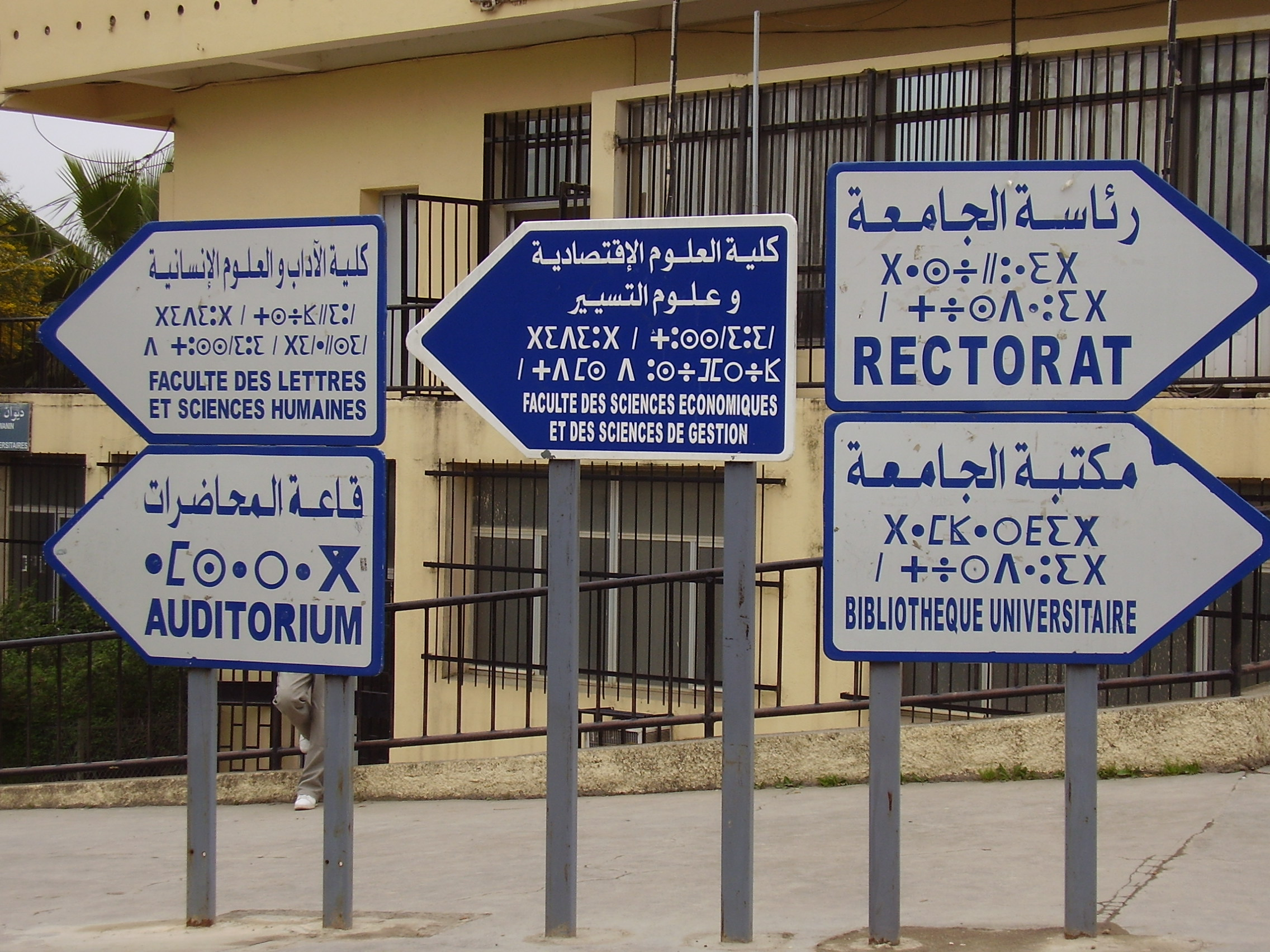
Znaki kierujące m.in. do biblioteki, audytorium oraz rektoratu na terenie uniwersytetu im. Moulouda Mammeri w Tizi Wuzu (napisy w języku arabskim, berberyjskim oraz francuskim)

Szacunki dotyczące liczby użytkowników poszczególnych języków berberyjskich są bardzo rozbieżne, zaś różnice pomiędzy skrajnymi wariantami liczebności są kilkukrotne. Określenie dokładnej liczby mówiących poszczególnymi językami jest utrudnione także z tego powodu, że duża część Berberów to osoby dwujęzyczne, posługujące się zarówno którymś z języków berberyjskich (niekiedy dwoma), jak i językiem arabskim.
- język tuareski (różne dialekty) 1–3 mln
- język tamazight środkowomarokański: 3–5 mln (podawana jest nawet liczba 20 mln)[potrzebny przypis]
- język tarifit: 1,5–5 mln
- język chenoua: 4,5–28 tys. (podawana jest nawet liczba 4 mln)
- język kabylski: 3–6 mln
- język chaouia: 1,5–4 mln
- język tashelhiyt: 3–8 mln (podawana jest nawet liczba 20 mln)
- języki berbero-saharyjskie: 70–300 tys., w tym
  - język nafusi: 140–170 tys.
- język zenaga: 250–300 osób